# Гомельський район
Гомельський район (біл. Гомельскі раён) — адміністративна одиниця на сході Гомельської області. Адміністративний центр — місто Гомель.

## Адміністративний розподіл

### Сільські ради
Гомельський район налічує 21 сільраду:
- Бобовицька сільська рада;
- Більшовицька сільська рада;
- Грабовська сільська рада;
- Довголіська сільська рада;
- Зябровська сільська рада;
- Єроминська сільська рада.
- Красненська сільська рада;
- Марковицька сільська рада;
- Оздзелинська сільська рада;
- Поколюбицька сільська рада;
- Приборська сільська рада;
- Прибитковська сільська рада;
- Руднемаримоновська сільська рада;
- Терюська сільська рада;
- Тереницька сільська рада;
- Терешковицька сільська рада;
- Улуковська сільська рада;
- Урицька сільська рада;
- Черетянська сільська рада;
- Чонковська сільська рада;
- Шарпиловська сільська рада;

## Географія
Площа району становить 2094 км². Поверхня території переважно низинна, більша частина перебуває в границях Гомельського Полісся (Придніпровська низовина), північно-західна частина — у границях Чечерської рівнини (згідно з фізико-географічним районуванням Білорусі). Загальний ухил з півночі на південь. 93% території перебуває на висоті 120–140 метрів над рівнем моря. Найвища точка — 160 м над рівнем моря (на сході від села Зябровка), найнижча — 111 метрів (уріз річки Сож). Корисні копалини: 52 родовища торфу із загальними запасами 9,52 млн т, найбільш великі з яких Водопій, Кобилянське, Жеребно-Лошадине болото; 2 родовища глини: Будищанське й Єроминське 1-і; 4 родовища піску: Будищанське, Осовцівське, Гадичевське й Єроминське. Середня температура в січні −6,9 градусів, в липні +18,6 градусів. опадів 590 мм на рік. Вегетаційний період 193 доби. Основна річка — Сож (тече з північного сходу на південь) з лівими притоками Іпуть з Хоропуттю, Терюхою, Уть, Немильня з Биковкою і правими Узой з Іволькою. Густота річкової мережі 0,35 км/км². Довжина меліоративної мережі 6,5 тис. км, у тому числі відрегульованих водоприймачів 82 км, магістральних і підводних каналів 679 км, що регулюють 601 км, закритої мережі дренажу) 3,24 тис. км². (1991).
Ґрунту сільгоспугідь (%): дерено-підзолисті 33,1, дерено-підзолисті заболочені 27,5, заплавні (алювіальні) 14,8, дернові й дерново-карбонатні заболочені 13,4, торф'яно-болотні 11,2; по гранулометичеському складу (%): піщані 40,8, суглинні 24,8, супіщані 23,2, торф'яні 11,2. Середній бал бонітета 34, на окремих ділянках від 22 до 57. Під лісом 35% території району. Соснові ліси займають 70%, березові 10%, дубові 10%, чорноольхові 6,4%, осикові 2,3%. У Гомельському районі знаходиться курорт республіканського значення — Чонки.
У ландшафтному відношенні більша частина району перебуває в межах поліської ландшафтної провінції (Дніпровсько-Созький ландшафтний район, Тереховський ландшафтний район), північна частина — у границях Передполіської провінції (Беседсько-Созький ландшафтний район). Основні типи ландшафтів: аллювіально-террасовані, морено-зандрові й повторноморенні.

## Історія
Район був утворений 8 грудня 1926 року в складі Гомельського округу: частина району до 1927 року входила в Дятловицький і Носовицький райони. До липня 1930 р. перебував у Гомельській області, 10 лютого 1931 року він був скасований, але 27 липня 1937 року — відновлений. 15 січня 1938 року став частиною Гомельської області. 15 січня 1962 року в його склад увійшла частина Уваровицького, а в 1965 — Добруського району.

## Демографія
Населення Гомельського району на 1 січня 2005 року становило — 71 445 чоловік
, у тому числі 12106 — до 16 років, 42902 — від 16 років до пенсійного віку, 16437 — старше працездатного віку. Основна частина (69,5 тис.) проживає в сільській місцевості. У районі налічується 188 сільських населених пунктів, а також селища міського типу Костюковка (ставиться до Залізничного району м. Гомеля) і Більшовик. На території Гомельської області 25 сільрад: Більшовицька  (316), Бобовицька (1545), Глибоцька (701), Грабовська (1821), Давидовська (1796), Довголіська (1881), Дятловицька (969), Єроминська (7515), Зябровська (2266), Красненська (7525), Марковицька (1187), Озделинська (1286), Поколюбицька (5900), Приборська (1877), Прибитковська (5831), Руднемаримонівська (900), Старобелицька (664), Телешовська (1445), Тереницька (882), Терешковицька (2690), Терюхська (3746), Улуковська (9388), Урицька (3652), Ченковська (3634), Черетянська (1304), Шарпиловська (724).

## Економіка
Прилягання до великого обласного центра визначило спеціалізацію сільськогосподарського виробництва. Основні галузі сільського господарства — м'ясо-молочне тваринництво, овочівництво, картоплярство. Розвинене птахівництво.
Є кілька родовищ нафти в Октябрському районі, нафтобаза біля селища Янтарний.

## Транспорт
Транспортна інфраструктура включає залізниці Берестя — Брянськ, Санкт-Петербург — Київ, Гомель — Бахмач, Гомель — Мінськ а також автодороги на Брест, Брянськ, Могильов, Мінськ, Чернігів.
На річці Сож здійснюється судноплавство.

## Визначні пам'ятки
На території району розташовані братські могили радянських воїнів і партизан у селищах Будилка, Калініне, у селах Красне, Поколюбичі, Телеши, Пороша, Чонки, Шарпиловка. Пам'ятники на честь підпільників, замучених окупантами в 1943 році (сел. Михальки), на честь захисників Гомеля, що загинули в серпні 1941 року (сел. Поколюбичі), на місці розташування партизанського загону «Більшовик» і Гомельського підпільного обкому КП(б)Б (5 км на південний захід від Новобілицького району м. Гомеля, «Партизанська криница»), землякам, що загинули під час німецько-радянської війни у сел. Бобовичі, Єромине, Климовка, Поколюбичі й ін.
Пам'ятники архітектури: церква в сел. Гадичево (1-а пол. XIX століття), церква Різдва Богородиці в сел. Глибоцьке, садибний будинок у сел. Кореньовка (2-а пол. XIX століттяа), Миколаївська церква й садиба (Стара Белиця, кін. XVIII — 1-а пол. XIX століття), Успенська церква (Комишовка, 1865–1868 роки).

## Відомі особистості
В районі народились:
- Башлаков Михайло Захарович (1911—1998) — білоруський поет (с. Баштан).
- Гавриленко Павло Никифорович (1902—1961) — білоруський художник (с. Костюковка).
- Ковшаров Іван Акимович (1911—1998) — радянський військовий льотчик (с. Глибоцьке).